# Karl Ulrich Bartz-Schmidt
Karl Ulrich Bartz-Schmidt (* 29. Mai 1960 in Lahnstein) ist ein deutscher Augenheilkundler.

## Leben
Bartz-Schmidt absolvierte zwischen 1982 und 1988 an der Johannes-Gutenberg Universität in Mainz ein Studium der Humanmedizin und begann anschließend seine Ausbildung zum Facharzt für Augenheilkunde an der Augenklinik des Koblenzer Krankenhauses Evangelisches Stift. 1990 ging er ans Zentrum für Augenheilkunde der Universität zu Köln, wo er 1992 seine Facharztausbildung abschloss. Hernach war Bartz-Schmidt dort von 1992 bis 1996 als Oberarzt tätig sowie von 1996 bis 1999 Leitender Oberarzt und Vertreter des Direktors der Abteilung für Netzhaut- und Glaskörperchirurgie. Im Januar 1998 erlangte er die Lehrberechtigung im Fach Augenheilkunde.
Im Jahr 2000 wurde Bartz-Schmidt Direktor der Abteilung für Erkrankungen der vorderen und hinteren Augenabschnitte an der Eberhard-Karls-Universität Tübingen und 2007 darüber hinaus Ärztlicher Direktor der Universitätsaugenklinik.
Sein Fachgebiet ist die Retinologie, von 2004 bis 2012 hatte Bartz-Schmidt den Vorsitz der Retinologischen Gesellschaft inne. 2014 übernahm er das Präsidentenamt bei der Deutschen Ophthalmologischen Gesellschaft (DOG).
Im Jahr 2020 wurde Karl Ulrich Bartz-Schmidt in der Sektion Ophthalmologie, Oto-Rhino-Laryngologie, Stomatologie als Mitglied in die Nationale Akademie der Wissenschaften Leopoldina aufgenommen.